# Air 2000

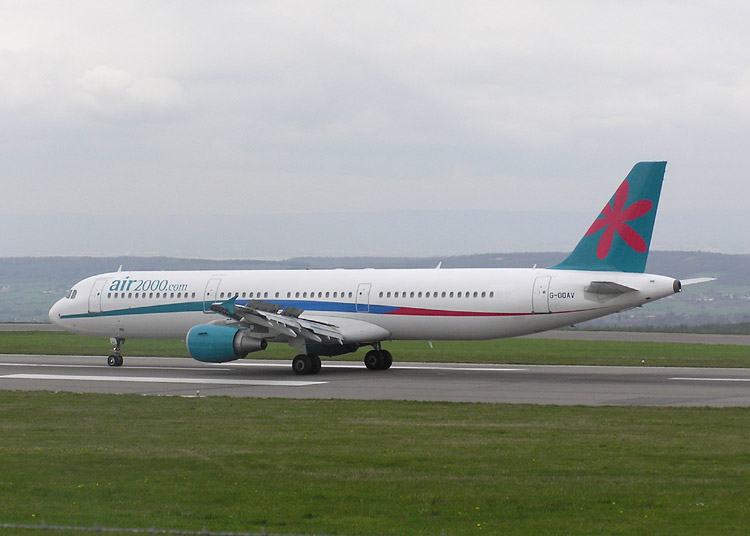
Airbus A321 авиакомпании Air 2000 в международном аэропорту Бристоля

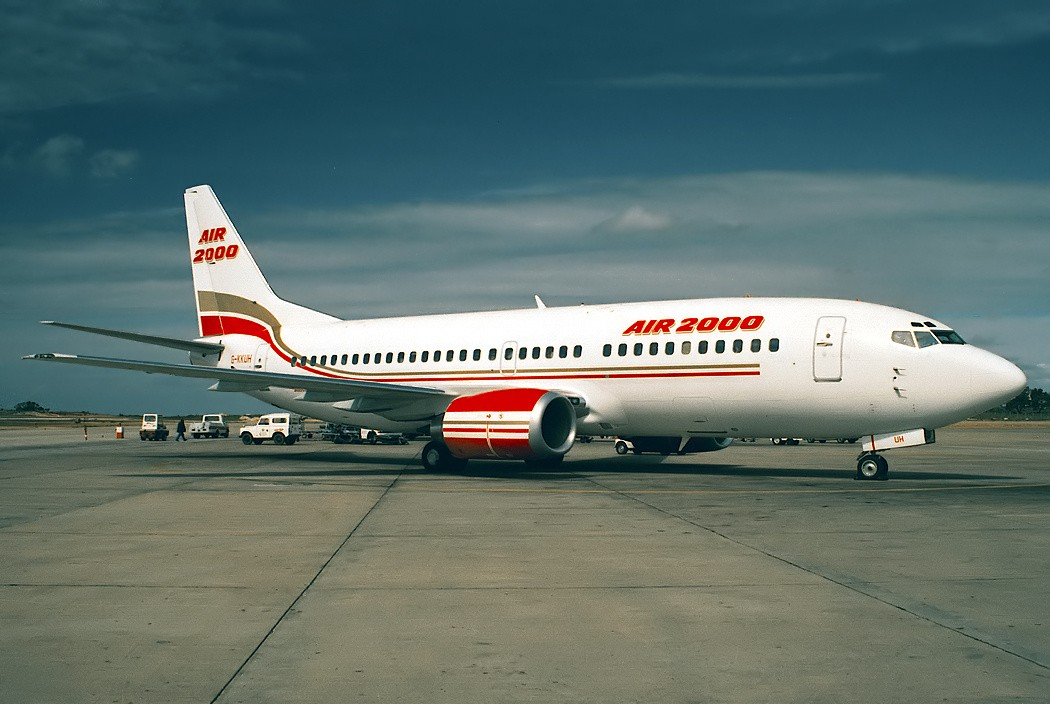
Boeing 737-3Q8 авиакомпании Air 2000 (регистрационный G-KKUH) в международном аэропорту Фару

Air 2000 — бывшая чартерная авиакомпания со штаб-квартирой в Манчестере, работавшая в сфере пассажирских перевозок Великобритании с 1987 по 2004 годы.
В 2004 году компания была переименована в First Choice Airways, а в 2008 году в результате слияния туристических операторов TUI Travel PLC и «First Choice Holidays PLC» объединилась с другой авиакомпанией Thomsonfly, в результате образовав крупнейшего в мире чартерного авиаперевозчика Thomson Airways.
Портом приписки Air 2000 и её главным транзитным узлом (хабом) являлся аэропорт Манчестера, в качестве дополнительных хабов использовались аэропорты Лондон-Гатвик и Глазго (Шотландия).

## История
Авиакомпания Air 2000 была основана частной британской фирмой «Owners Abroad Group» в начале 1987 года и начала операционную деятельность 11 апреля того же года, выполняя чартерные рейсы на двух самолётах Boeing 757. Год спустя количество лайнеров удвоилось, при этом базовым аэропортом перевозчика являлся международный аэропорт Глазго в Шотландии. В 1988 году в Канаде была создана дочерняя авиакомпания Air 2000 Airline, которая проработала всего несколько дней до приоставления канадским правительством лицензии эксплуатанта. В дальнейшем данный перевозчик стал независимой компанией и был известен под торговой маркой Canada 3000.
В зимнем сезоне 1988/1989 года Air 2000 открыла свой первый дальнемагистральный маршрут в Момбасу (Кения). Несколько самолётов Boeing 757 были дооборудованы для совершения длинных беспосадочных рейсов и в течение 1989 года были поставлены на маршруты в аэропорты Соединённых Штатов. В 1992 году авиакомпания получила от Управления гражданской авиации Великобритании лицензию на право выполнения регулярных рейсов, первый постоянный маршрут из лондонского аэропорта Гатвик в международный аэропорт Пафос (Кипр) был введён уже в следующем году.
В 1998 году туристический холдинг First Choice поглотил конкурирующую компанию «Unijet» вместе с её дочерней авиакомпанией Leisure International Airways, самолёты которой впоследствии были перекрашены в ливрею Air 2000.
В 2004 году Air 2000 сменила своё официальное название на First Choice Airways.

## Флот
По состоянию на март 2004 года воздушный флот авиакомпании Air 2000 составляли следующие самолёты: